# 哲布尊丹巴呼图克图
哲布尊丹巴呼图克图（藏語：རྗེ་བཙུན་དམ་པ་，威利转写：rje btsun Dam pa，THL：Jetsun Dampa，藏语拼音：Jêzün Tamba，或译哲布壯丹巴、澤卜尊丹巴、折卜尊丹巴等），蒙古人亦称温都尔格根（「高位光明者」）、博格多格根（或译帕克托格根，「圣光明者」），是外蒙古藏传佛教最大的活佛世系，屬格鲁派，于17世纪初形成，与内蒙古的章嘉呼图克图并列为蒙古两大活佛。是与达赖喇嘛、班禅额尔德尼、章嘉呼图克图齐名的藏密的四大活佛之一。

## 历史

### 确立世系
传说，哲布尊丹巴呼图克图最早降生在印度，是释迦牟尼佛的五百比丘之一，后转世在西藏，传世十五世至多罗那他（1575年－1634年），是西藏觉囊派高僧。
1614年，多罗那他应蒙古喀尔喀部的阿巴岱汗邀请前往库伦一带传经约20年，深得喀尔喀部诸领袖人物的信奉和支持，逐渐成为当地宗教领袖，被尊称哲布尊丹巴，藏语意为“尊胜”。1634年，多罗那他圆寂，次年，喀尔喀诸汗王认定于明崇祯八年（1635年）诞生于喀尔喀部的土谢图汗衮布多尔吉之子札那巴札尔为其转世，法号罗桑丹贝坚赞，立其为法王。
1649年，罗桑丹贝坚赞赴西藏学法。其时，在固实汗的扶植下，格鲁派已在西藏居于统治地位。1650年，罗桑丹贝坚赞从四世班禅喇嘛罗桑却吉坚赞受戒，并觐见了格鲁派领袖五世达赖喇嘛罗桑嘉措，两人均要求其改宗，作为正式承认其活佛地位的条件。1651年，罗桑丹贝坚赞改宗格鲁派，达赖喇嘛承认其为第一世哲布尊丹巴。
1657年，罗桑丹贝坚赞回蒙古传法，驻喀尔喀土谢图汗部之额尔德尼召（光显寺），逐渐成为外蒙古各部的政教领袖。1688年，喀尔喀部受准噶尔汗国噶尔丹的攻击，罗桑丹贝坚赞率喀尔喀三汗所属部众臣服于清朝。清康熙三十年（1691年），康熙帝册封其为呼图克图大喇嘛，统管外蒙古喀尔喀部宗教事务。此后，按惯例该活佛系统的传承需受到清朝皇帝的册封和西藏达赖喇嘛的认可方能生效。
清雍正五年（1727年），雍正帝在库伦修建庆宁寺，此后，哲布尊丹巴转驻于此。乾隆帝在位期间，规定哲布尊丹巴每年必须向清朝政府进贡8匹白马和1匹白骆驼，称为“九白之贡”。乾隆帝御笔《喇嘛说》记载：“又从前哲布尊丹巴呼图克图圆寂后，因土谢图汗之福晋有娠，众即指以为哲布尊丹已呼图克图之呼必勒罕，及弥月，竟生一女，更属可笑，蒙古资为谈柄，以致物议沸腾，不能诚心皈信”。还进一步规定，哲布尊丹巴的转世必须在藏区寻找，在北京雍和宫金瓶挚签决定，以免哲布尊丹巴与喀尔喀当地王公的世俗权利结合。但蒙古人認為他是成吉思汗後代的轉世，因此承認他是君主。滿洲人為分散他的權力，置庫倫辦事大臣與額爾德尼商卓特巴管理他的徒眾（沙畢納爾）、堪布诺门罕管经壇。

### 近现代
1911年辛亥革命爆发后，第八世哲布尊丹巴在俄罗斯帝国的支持下乘机于12月28日宣布外蒙古独立，自任日光皇帝「額真汗」，改元共戴，但是未得到广泛认可。1915年，哲布尊丹巴取消独立，受袁世凯中华民国政府册封为“呼图克图汗”，保持了自治王公的地位。1919年，北洋政府徐树铮率军队进占库伦，取消外蒙古自治。1921年，蒙古人民革命党在苏联红军的协助下击败中国军队，夺取外蒙古政权，7月10日将哲布尊丹巴架空为立宪君主。1924年5月20日，八世哲布尊丹巴于库伦突然圆寂，人民革命党政府宣布不再寻找转世灵童。11月24日建立蒙古人民共和国，开始限制和控制藏传佛教信仰。
其后，西藏僧侣在藏区秘密进行了寻找哲布尊丹巴转世灵童的仪式，在1936年五世热振活佛确认1932年出生的蒋巴南卓为哲布尊丹巴转世。当时十三世达赖喇嘛已经圆寂，十四世达赖喇嘛未被找到，九世班禅额尔德尼则在流亡中，哲布尊丹巴的转世无法得到正式认定。而此后国际形势变化复杂，因此九世哲布尊丹巴的身份一直未正式公布。
1991年，蒋巴南卓被十四世达赖喇嘛正式确认为哲布尊丹巴转世。次年他移居达兰萨拉，举行了坐床仪式。但是其身份从未得到蒙古国政府承认。1999年，他曾赴蒙古国访问，期间造成了很大的轰动。2010年他加入蒙古国国籍，2011年11月2日，蒙古国首次公布并承认九世哲布尊丹巴宗教领袖地位，在蒙古国首都乌兰巴托的甘登寺举行坐床仪式。2012年3月1日，第九世哲布尊丹巴于乌兰巴托圆寂。
2016年11月23日十四世達賴喇嘛訪問蒙古國期間，宣稱第十世哲布尊丹巴已經出生在蒙古，對其身份的認定程序已經開始。

## 歷世哲布尊丹巴呼图克图
| 世系   | 法相 | 法名                                 | 藏文                                   | 生卒年        |
| ------ | ---- | ------------------------------------ | -------------------------------------- | ------------- |
| 第一世 |      | 羅桑丹貝堅贊                         | བློ་བཟང་བསྟན་པའི་རྒྱལ་མཚན།                   | 1635年—1723年 |
| 第二世 |      | 羅桑丹彬多密                         | བློ་བཟང་བསྟན་པའི་སྒྲོན་མེ།                     | 1724年—1758年 |
| 第三世 |      | 伊什丹巴尼瑪                         | ཡེ་ཤེས་བསྟན་པའི་ཉི་མ།                       | 1758年—1773年 |
| 第四世 |      | 羅布藏圖巴坦旺舒克                   | བློ་བཟང་ཐུབ་བསྟན་དབང་ཕྱུག་ འཇིགས་མེད་རྒྱ་མཚོ      | 1775年—1813年 |
| 第五世 |      | 羅布藏楚都木濟克默特                 | བློ་བཟང་ཚུལ་ཁྲིམས་འཇིགས་མེད་ བསྟན་པའི་རྒྱལ་མཚན།   | 1815年—1842年 |
| 第六世 |      | 羅桑圖旦卻吉堅贊                     | བློ་བཟང་ཐུབ་བསྟན་ ཆོས་ཀྱི་རྒྱལ་མཚན།             | 1842年—1848年 |
| 第七世 |      | 阿旺曲吉旺楚欽列嘉錯                 | ངག་དབང་ཆོས་ཀྱི་དབང་ཕྱུག་ འཕྲིན་ལས་རྒྱ་མཚོ།       | 1849年—1869年 |
| 第八世 |      | 阿旺垂濟尼瑪丹彬旺舒克               | ངག་དབང་བློ་བཟང་ ཆོས་ཀྱི་ཉ་མ་ བསྟན་འཛིན་དབང་ཕྱུག | 1869年—1924年 |
| 第九世 |      | 蔣巴南卓確吉堅贊                     | འཇམ་དཔལ་རྣམ་གྲོལ་ ཆོས་ཀྱི་རྒྱལ་མཚན།            | 1932年—2012年 |
| 第十世 |      | 第十世哲布尊丹巴呼图克图（稱號待定） |                                        | 2015年—       |